# Carlos Piñel
Carlos Piñel Sánchez (Cabrillas, Salamanca; 1951) es un artista plástico y etnógrafo español. 

## Artista Plástico
Desde niño se inició en la pintura con su padre, pintor aficionado y, tras la ruptura con una primera formación figurativa, comenzó a exponer sus obras siendo muy joven (1969), en una etapa de materia y color con formas abstractas, abandonada años más tarde por una figuración muy personal de colores intensos. En la década de 1970 se fue decantando por un expresionismo abstracto, en tonos grises, negros y blancos, compuesto de formas, trazos y signos, que Santiago Amón en el diario El País definió como “la formalización del informalismo”; un inicio importante en la carrera artística de Carlos Piñel: su obra se fue conociendo y recibió importantes premios en certámenes y bienales prestigiosas de arte contemporáneo, como Valdepeñas, Oviedo, Alcoy, Zamora, León, y Madrid, ciudad esta última en la que por primera vez presentó su trabajo. 
Entre 1974-1979 fue profesor de Experiencias Plásticas en la Escuela de Bellas Artes de San Eloy de Salamanca.
A partir de 1979 hay en su obra una evolución, desde el empleo casi exclusivo de los grises hasta el uso de una incipiente coloración. En este período comenzó la realización de sus primeras esculturas en hierro, como el gran móvil titulado "La Gobierna" instalado en espacios urbanos de la ciudad de Zamora durante la Bienal Internacional de Esculturas en 1988. Participó también en numerosas exposiciones dentro y fuera de España. 
Presencia en Arco (feria de arte) (1988) con una exposición monográfica (Galería Varron).
La gran exposición -más de cien obras- en las salas de la Diputación de Salamanca (1995), culminó un período que se caracteriza por un paréntesis de acercamiento a la figuración más explícita. El motivo, ciertos relieves renacentistas de la Universidad de Salamanca, sedujeron al pintor que, un año antes, en 1993, realizaba diversas obras basadas en lecturas de poemas y textos de Antonio Gamoneda.
Las obras del período 1996-2001, se caracterizan por una gran riqueza de color, más matizada que en épocas anteriores, y no exenta de cambios a lo largo de estos años. En 1997 expone dos esculturas en espacios urbanos de La Coruña junto con Baltasar Lobo y Carlos Evangelista.

### El origen de la obra actual
A partir de 2002, la consolidación del artista quedó patente en la exposición itinerante patrocinada por la Junta de Castilla y León que pudo contemplarse en nueve salas de la comunidad autónoma; más de cien obras, algunas grandes esculturas de mármol y acero, en cuyo conjunto hay que destacar todo lo realizado durante los años 2000 y 2001, como el gran lienzo de tres metros adquirido para la colección Caja Duero. 
Durante el periodo 2010-2023 la mayor parte de la producción artística de Carlos Piñel se centró en relación con la obra poética de varios autores: Federico García Lorca, Aníbal Núñez, Antonio Gamoneda o Claudio Rodríguez. Esta es una característica que acompaña al pintor ya con algunos trabajos realizados desde los años 80 sobre poemas de Pablo Neruda, Miguel Hernández o León Felipe.
En el caso de Gamoneda y en uno de sus libros publicados, Canción errónea, apareció un poema escrito como reflexión sobre la obra de Piñel que el poeta titula Ví palomas. En 2015 la exposición titulada “Diálogos con Antonio Gamoneda” (Galería Adora Calvo), presentó un conjunto de pinturas que se proponen “conversar” con los poemas del citado autor.
En 2019 Antonio Gamoneda y Carlos Piñel iniciaron un proyecto conjunto. Gamoneda escribió nuevos poemas mientras que el pintor construyó elementos plásticos para los textos, trabajando ambos en una obra decididamente conjunta y simbiótica. Las pinturas de Carlos Piñel, alguna de gran formato, conversan con 20 poemas escritos expresamente: Imaginario del vértigo.
Durante la pandemia de Covid, el pintor concluyó nuevas series de pinturas para Diván del Tamarit de García Lorca, y Taller del hechicero de Aníbal Núñez, junto con algunas pequeñas esculturas. Algunas de estas obras se exponen en Karlsruhe en la Galería Spektrum y ferias de arte contemporáneo en Alemania (2022). Todo el conjunto se mostró al público en la exposición titulada Pinturas para cinco poetas, en la Biblioteca Pública del Estado de Zamora (2022), incluyendo la veintena de pinturas y grabados realizados expresamente para poemas de Claudio Rodríguez. La edición de otro libro, El despoblado de la luz, en 2023 (Ozelo Ediciones de Arte), recoge 22 pinturas para otros tantos poemas de Claudio Rodríguez, como peculiar antología. Durante este año, el autor realizó diversas pinturas y esculturas policromadas a base de planos ensamblados y vanos con el mismo propósito de interactuar con poemas y destacadas personalidades de la cultura.

## Etnógrafo
Desde muy joven recorrió la geografía regional recabando datos, fotografías, objetos y relatos, hablando con las gentes de edad, recopilando todo aquello de lo que presentía su desaparición cercana. Los pequeños beneficios que la venta de sus cuadros proporcionaba al artista plástico, eran utilizados para la adquisición de los materiales etnográficos. 
A finales de los años setenta intentó sin éxito revitalizar, en la Diputación de Salamanca, un instituto de investigaciones arqueológicas y etnográficas, creado por Juan Maluquer que había sido relegado al olvido. Debido a motivos familiares, traslada su domicilio primero a Ciudad Real (1979) y definitivamente a Zamora (1980). 
En Zamora (1982), renunció a su puesto de trabajo en el Museo Provincial para ofrecer sus servicios a los directivos de la Caja de Zamora para rescatar los testimonios heredados de la Cultura Tradicional de Castilla y León realizando trabajo de campo, encuestas, y recogiendo información para, por un lado, saber hacia dónde dirigir los esfuerzos, y por otro, poder realizar trabajos de catalogación, conservación y difusión del material que se recopila. El balance, miles de objetos etnográficos recopilados con metodología científica, fotografías y vídeos, documentos, una biblioteca especializada. Numerosas exposiciones, catálogos y publicaciones que, poco a poco, van dando a conocer el patrimonio acumulado.
En 1990 surgió una gran incertidumbre para el destino de las colecciones. Con un gran esfuerzo personal, se da el paso definitivo para la creación de un Museo Etnográfico de Castilla y León, en Zamora. Se diseñan nuevos sistemas de catalogación y se informatizan los ficheros, adelantándose a necesidades futuras.
Tras una convocatoria pública, Carlos Piñel se ocupó de la Dirección del centro museístico.[cita requerida]

### Formación Académica
Licenciado en Ciencias Geográficas e Históricas por la Universidad de Salamanca (1979). Realizó Estudios de Derecho (1969-1974), el Certificado de Aptitud Pedagógica y los cuatro cursos de Doctorado, en la citada Universidad. En el Museo de Salamanca, las Prácticas profesionales de Museos (un año de duración) para ingreso en el Cuerpo Facultativo de Conservadores de Museos.
Ha sido miembro del Comité Asesor de Folklore para la Consejería de Cultura y Turismo (Junta de Castilla y León). Miembro del Consejo Editorial de la Diputación de León (Historia del Arte y Etnografía) y de la Comisión Asesora del Museo de Cerámica Popular de L’Ametlla de Mar (Tarragona). Director-conservador de la Colección Arte de Occidente. Miembro de las diferentes comisiones nombradas por la Junta de Castilla y León para la puesta en marcha del Museo Etnográfico de la Región.
Desde sus inicios en el año 1983 se ocupó de las adquisiciones, catalogación y estudio de los fondos etnográficos y artísticos de Castilla y León (Colección Caja España), estableciendo los criterios científicos a seguir y coordinando todo lo relacionado con los mismos, y de manera específica como conservador de dichos fondos etnográficos y artísticos  desde el año 1988 hasta 2004.
Comisario junto a Joaquín Díaz de la exposición Enseres, inaugural del edificio del Museo Etnográfico de Castilla y León (2002-2003).
Técnico de la Fundación Siglo para la puesta en marcha del Museo Etnográfico de Castilla y León (2004) para cuya entidad realizó con Joaquín Díaz los proyectos museológico y museográfico.
Desde abril de 2004 hasta su jubilación voluntaria en mayo de 2016 ha sido director del Museo Etnográfico de Castilla y León.

## Publicaciones
Autor o colaborador en una veintena de libros (Antropología Cultural, Arte, Etnografía, Artesanías, Oficios) editados en España y en otros países y decenas de artículos y textos de catálogos sobre los más diversos aspectos relacionados con la Historia del Arte, el arte popular, joyería, cerámica, mobiliario, bordados e indumentaria, mundo  oficios.
Autor de algunos artículos y publicaciones sobre Arqueología y Prehistoria.